# 야샤 하이페츠

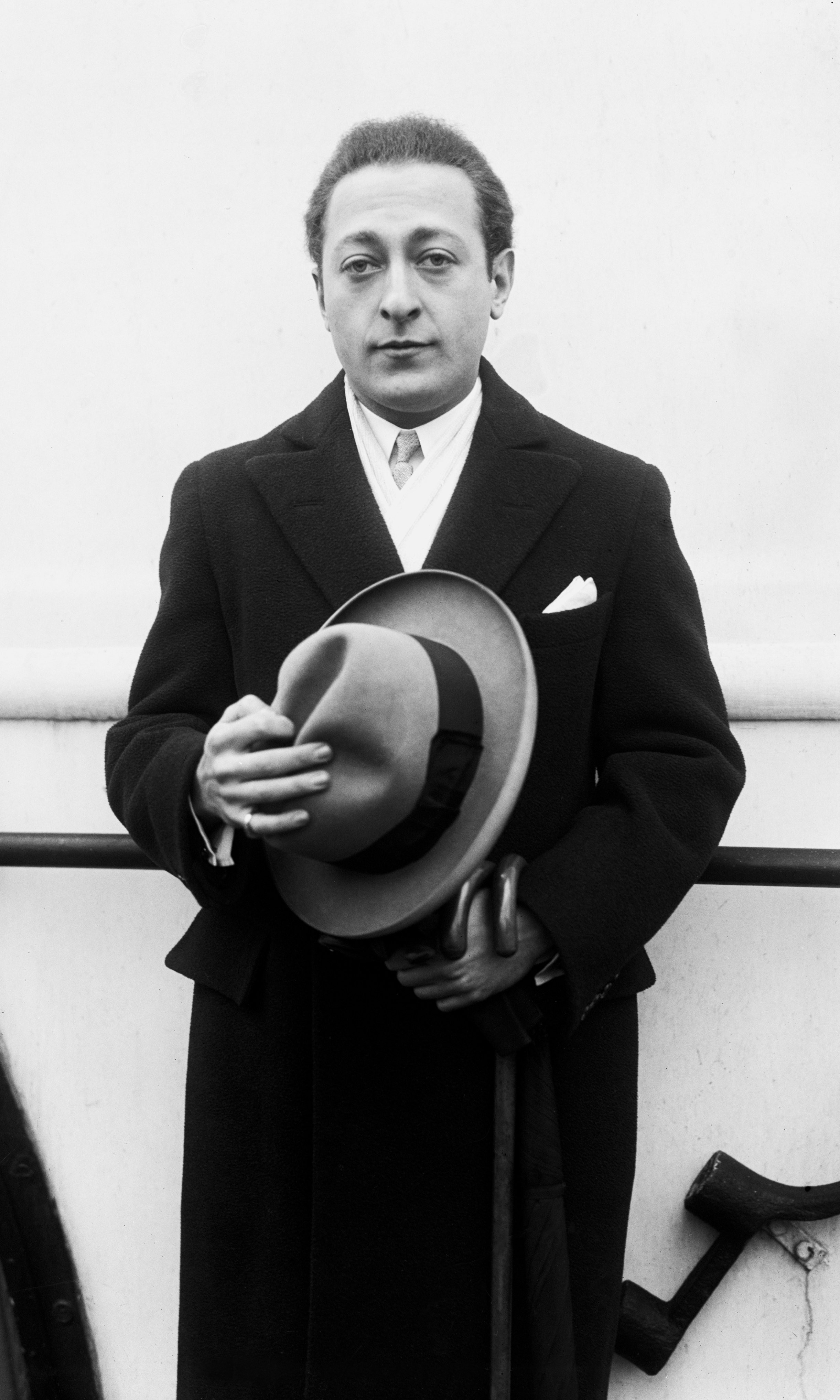

야샤 하이페츠(Jascha Heifetz, 1901년 2월 2일 ~ 1987년 12월 10일)는 리투아니아 태생의 유대계 바이올린 명인이다. 그는 20세기 저명한 바이올린 연주자 가운데 한 사람이며, 모든 시대 통틀어 위대한 바이올린 주자로 손꼽힌다.

## 유년 시절
하이페츠는 당시 러시아 제국의 지배를 받던 리투아니아 빌뉴스에서 유대인의 후손으로 태어났다. 그가 태어난 연도를 놓고 논란이 있는데, 혹자는 1,2년 더 일찍 잡아 1899년이나 1900년에 하이페츠가 태어났다고도 한다. 어머니가 그를 더욱 비범하게 보이게끔 아들의 나이를 2년 더 어리다고 말했을 공산은 있다. 아버지 레우벤 하이페츠(Reuven Heifetz)는 바이올린 교사였으며, 빌뉴스 극장 관현악단에서 극장 문닫기 한 시즌 동안 악장을 맡았었다. 야샤는 3살 때 바이올린을 처음으로 잡았으며, 아버지가 그의 첫 교사였다. 그는 5살 때 레오폴트 아우어(Leopold Auer)의 제자였던 일리야 D. 말킨에게서 배웠다. 야사 하이페츠는 신동으로 7살때 코브노(오늘날 리투아니아의 카우나스)에서 펠릭스 멘델스존의 바이올린 협주곡 E단조를 연주하여 데뷔하였다. 1910년 그는 상트페테르부르크 음악원에 들어가 레오폴트 아우어 밑에서 수학하였다.
하이페츠는 독일과 스칸디나비아에서 연주하였는데, 베를린의 한 가정집에서 여러 유명한 바이올린 주자와 더불어 프리츠 크라이슬러를 처음으로 만났다. 멘델스존의 협주곡을 연주하며 12살의 하이페츠에 피아노로 반주했던 크라이슬러는 "우린 무릎으로 우리 악기를 부러뜨려야겠습니다"라고 말한 바 있다. 하이페츠는 10대 시절에 유럽 각지를 방문하였다. 1911년 4월, 하이페츠는 상트페테르부르크의 야외 음악회에서 25,000명이 지켜보는 가운데 연주를 하였는데, 선풍적인 반응을 얻어 연주회가 끝나고는 경찰이 이 어린 연주자를 보호해줘야 할 지경이었다. 1914년 하이페츠는 아르투로 니키쉬가 지휘하는 베를린 필하모닉과 협연하였다. 지휘자는 무척 감명을 받아 그렇게 훌륭한 바이올린 주자의 음악은 들어보지 못했노라고 말하기도 하였다.

## 출세
1917년 10월 27일 하이페츠는 처음으로 미국 카네기 홀에서 연주하였으며, 이내 대단한 인기를 얻었다. 하이페츠는 음악인 단체 피 무 알파 신포니아(Phi Mu Alpha Sinfonia)의 명예 회원으로 임명되었다. 16살때 그는 그동안 이 단체에 입회한 회원 가운데 가장 어린 사람이었을 것이다. 하이페츠는 미국에 남아 1925년 미국 시민권을 얻었다.

## 기교와 음색
하이페츠는 20세기의 위대한 바이올린 연주자로 손꼽힌다. 하이페츠는 완전무결한 기교와 음색을 보였지만, 아직 여러 연주자들은 그렇게 여기지 않았다. 그러나 시간이 흐를수록 완벽에 가까운 그의 기교와 보수적인 자세 때문에 일부 비평가들은 그의 연주가 너무 기계적이며 차갑다고 비판하기도 하였다. 버질 톰슨은 하이페츠의 연주 방식을 "비단 속옷 같은 음악"이라고 했는데, 이것은 칭찬하려는 뜻이 아니었다. 그렇지만 이와 다른 여러 비평가들은 그가 음악가의 의도에 대한 경외심과 그 느낌을 자신의 연주에 주입하고 있다고 본다. 하이페츠의 연주 방식은 현대의 여러 바이올린 주자가 이 악기에 접근하는 방식에 지대한 영향을 끼쳤다. 그의 연주는 빠른 비브라토, 감정이 실린 포르타멘토, 빠른 박자, 뛰어난 운궁이 결합되어 하이페츠만의 독특한 소리를 만들어낸다. 풍부한 음색과 인상적인 포르타멘토로 유명한 바이올린 주자 이작 펄만은 하이페츠의 음색을 이르러 그 강렬한 감정 때문에 "토네이도"같다고 말하였다. 하이페츠는 악기 현을 고를 때도 특별하였다. 연주 인생 내내 그는 G현은 은을 감은 트리코어 거트현으로, D와 A현은 일반 거트현으로, E현은 골드브로캇(Goldbrokat) 강철현을 쓰고 송진을 많이 쓰지 않았다. 하이페츠는 각각의 음을 내는 데 거트현이 중요하다고 생각하였다.

## 초기 음반
하이페츠는 1910~1911년 당시 레오폴트 아우어의 제자로 있던 러시아에서 처음으로 음반을 녹음하였다. 이 음반이 있었다는 사실은 그가 죽기 전에는 널리 알려지지 않았는데, 이후 몇몇 곡(프란츠 슈베르트의 '꿀벌L'Abeille'이 특히 유명하였다) 음악 잡지 스트라드(The Strad)의 부록으로 LP판이 출시되기도 하였다.
1917년 11월 7일 카네기홀에서 데뷔한 직후 하이페츠는 빅터 토킹 머신 회사(Victor Talking Machine Company)에서 첫 음반을 녹음하였으며, 그는 이후 이 회사의 후신인 RCA 레코드와 주로 녹음하였다. 1930년대에 몇 년 동안 하이페츠는 영국의 HMV사와 주로 녹음하였는데, RCA사가 대공황 당시 고전 음악 음반 제작을 삭감했기 때문이다. 이 음반은 미국에서 RCA사에서 출시되었다. 하이페츠는 실내악도 즐겨 연주하였다. 여러 비평가들은 그의 예술성이 동료 연주자를 압도하는 경향이 있어 실내악에서 크게 성공하지 못했다고 비판하였다. 그가 실내악에 참여한 예로는 1941년에 첼로 주자 에마누엘 페이어만과 피아노 주자 아르투르 루빈스타인과 함께 녹음한 베토벤과 슈베르트, 브람스의 피아노 3중주곡이다. 나중에는 루빈스타인과 첼로 주자 그레고리 피아티고르스키와 모리스 라벨, 차이콥스키, 펠릭스 멘델스존의 곡도 녹음하였다. 이들의 연주는 "백만달러짜리 3중주"(Million Dollar Trio)로 불리기도 하였다.
그는 1940년 아르투로 토스카니니가 지휘하는 NBC 심포니 오케스트라와 베토벤의 바이올린 협주곡을 녹음하였으며, 1955년에는 샤를 뮌히(Charles Munch)가 지휘하는 보스턴 심포니 오케스트라와 협연하였다. 1944년 4월 9일에 다시 토스카니니와 NBC 심포니와 멘델스존 바이올린 협주곡을 협연한 실황도 음반으로 출시되었다.
하이페츠는 에리히 볼프강 코른골트의 바이올린 협주곡도 연주하고 녹음하였는데, 당시 코른골트가 워너 브러더스에 영화 음악을 써주자 당시 고전음악가들은 그의 음악이 '진지'하지 못하다고 여겼다.

## 전쟁
하이페츠는 여러 곡을 헌정받았는데, 가장 유명한 예는 윌리엄 월튼 경의 바이올린 협주곡이다. 그는 루마니아인 집시 그리고라쉬 디니쿠(Grigora? Dinicu)의 호라 스타카토(Hora Staccato) 등 여러 곡을 편곡하기도 하였다. 하이페츠는 피아노를 연주하거나 피아노곡도 썼는데, 제2차 세계대전 중 유럽에서 그는 연합군 병영에서 재즈를 연주하기도 하였는데, 그가 작곡한 피아노곡 "When You Make Love to Me (Don't Make Believe)"으로 "짐 홀리"(Jim Hoyle)라는 별명을 얻었다.

### 데카 녹음
1944년에서 1946년에 미국 음악인 협회(American Federation of Musicians)의 녹음 금지 조치(이 조치는 1942년에 사실상 시작되었다)로 하이페츠는 미국 데카 레코드사에서 음반을 냈다. 처음에 그는 짧은 곡을 녹음하였는데, 그 가운데는 조지 거슈윈과 스티븐 포스터의 곡을 자신이 편곡한 것도 있었으며, 이는 자신의 연주회에서 앙코르곡으로 연주하기도 하는 곡이었다. 피아노 반주는 이마누엘 베이(Emanuel Bay)나 밀튼 케이(Milton Kaye)가 맡았다.

## 제자들
- Rudolf Koelman, Pierre Amoyal, Eric Friedmann , Simon Young Kim(한국명 : 김영근)

## 같이 보기
- 레오폴트 아우어